# Anoba viossati
Anoba viossati is een vlinder uit de familie spinneruilen (Erebidae). De wetenschappelijke naam is voor het eerst geldig gepubliceerd in 1970 door Viette.
De soort komt voor in tropisch Afrika.